# Tatyana Zelentsova
Tatyana Zelentsova (née le 5 août 1948 à Novorossiisk) est une athlète soviétique puis russe spécialiste du 400 mètres haies. Mesurant 1,70 m pour 58 kg, elle est l'ancienne détentrice du record du monde du 400 mètres haies à deux reprises avec 55 s 31 réalisés le 19 août 1978 à Podolskpuis 54 s 89 en 1978 à Prague.

## Carrière

### Palmarès
| Date | Compétition           | Lieu   | Résultat | Performance |
| ---- | --------------------- | ------ | -------- | ----------- |
| 1978 | Championnats d'Europe | Prague | 1re      | 54 s 89     |

### Records
| Épreuve          | Performance | Lieu   | Date |
| ---------------- | ----------- | ------ | ---- |
| 400 mètres haies | 54 s 89     | Prague | 1978 |